# Wrócimy
Wrócimy – czasopismo wydawane w latach 1940–1942 w obozie w Livron na terenie nieokupowanej Francji dla internowanych żołnierzy polskich.
Ukazało się 10 numerów pisma (ostatni w sierpniu 1942). Redaktorem był Józef Łobodowski, a pod koniec jego istnienia Henryk Palmbach. Okładki i wkładki (karykatury, rysunki, grafiki) wykonywał Witold Januszewski. Drukowano w nim teksty autorów, takich jak Kazimierz Wierzyński, Stanisław Baliński, Maria Ukniewska, Maria Winowska, Ryszard Wojna, Edward Kubiński, Stefan Łubieński, K. Krzemicki. Pismo zawierało artykuły poświęcone polityce, w tym sprawom wschodnim i ZSRR, teksty literackie, satyrę polityczną, reportaże. 